# JSL Spitfire
JSL Spitfire是由英國JSL公司獲得捷克兵工厂授權下所生產的 CZ 75 手槍仿製品。

## 概述
JSL Spitfire是英國JSL公司獲得捷克兵工厂授權下在位於赫里福德工廠生產的捷克 CZ 75 手槍的仿製品。 JSL Spitfire手槍槍架由不銹鋼製成,亦擁有雙手靈巧的安全裝置、改良的擊鎚和橡膠握把。JSL Spitfire擁有 3 種不同的口徑，包括9×19mm魯格彈、.40 S&W 和 9x21mm。
衍生型包括 JSL Spitfire Mk.I、改良型 JSL Spitfire Mk.II、JSL Spitfire Mk.II Short 和 JSL Spitfire Mk.II Comparison。 因英國在 1997 年實施《槍支法》，JSL 公司在《槍支法》公佈後便停止生產各型號的JSL Spitfire。因此這些手槍的生產數量極為有限，並被槍械收藏家認為是世界上最稀有的 CZ 75 複製品之一。

## 外部連結
- （中文）—JSL Spitfire （页面存档备份，存于）
- （英文）—JSL Spitfire （页面存档备份，存于）